# Tibil
Tibil ist im Glauben der Mandäer die irdische Welt.
Sie wird als eine Welt der Finsternis und des Bösen, der Lüge und des Todes wahrgenommen.
Tibil wurde von Ptahil aus schwarzem Wasser, welches er verdichtete, geschaffen. 
Ruha und ihre Söhne, die Sieben Planeten und Zwölf Tierkreise beherrschen Tibil. Die Mandäer glauben, dass Tibil zusammen mit Ruha am Ende der Tage durch Feuer vernichtet wird. 